# Giotto di Bondone
Giotto di Bondone, mais conhecido por Giotto (Colle Vespignano, atual Vicchio, 1267 — Florença, 8 de janeiro de 1337), foi um pintor e arquiteto italiano.
Foi discípulo de Cinni di Pepo (conhecido por Cimabue). Devido ao alto grau de inovação de seu trabalho (ele é considerado o introdutor da perspectiva na pintura da época), Giotto é considerado por Giovanni Boccaccio o precursor da pintura renascentista. Ele é considerado o elo entre o renascimento e a pintura medieval e a bizantina.
A característica principal do seu trabalho é a identificação da figura dos santos como seres humanos de aparência comum. Esses santos com ar humanizado eram os mais importantes das cenas que pintava, ocupando sempre posição de destaque na pintura. Assim, a pintura de Giotto vem ao encontro de uma visão humanista do mundo, que foi cada vez mais se firmando até o Renascimento.
Giotto, forma diminutiva de Ambrogio ou Angiolo, não se sabe ao certo, adotou a linguagem visual dos escultores, procurando obter volume e altura realista nas figuras em suas obras. Comparando suas obras com as do seu mestre, elas são muito mais naturalistas, sendo Giotto o pioneiro na introdução do espaço tridimensional na pintura europeia. Em seus trabalhos pela península Itálica, Giotto fez amizades com o rei de Nápoles e com Boccaccio, que o menciona em seu livro, Decamerão.
O papa Bento XI quis empregar Giotto, que passaria então dez anos em Roma. Posteriormente, trabalharia para o Rei de Nápoles. Em 1320, ele retornou a Florença, onde chefiaria a construção da Catedral de Florença. Giotto morreu quando pintava "O Juízo Final" para a capela de Bargello, em Florença. Durante uma escavação na Igreja de Santa Reparata, em Florença, foram descobertos ossos na mesma área que Vasari tinha relatado como o túmulo de Giotto. Um exame forense parece ter confirmado que a ossada era mesmo de Giotto.
Os ossos eram de um homem baixo, que pode ter sofrido de uma forma de nanismo. Isso apoia uma tradição da Basílica de Santa Cruz de que um anão que aparece em um dos afrescos seria um autorretrato de Giotto.

## Biografia

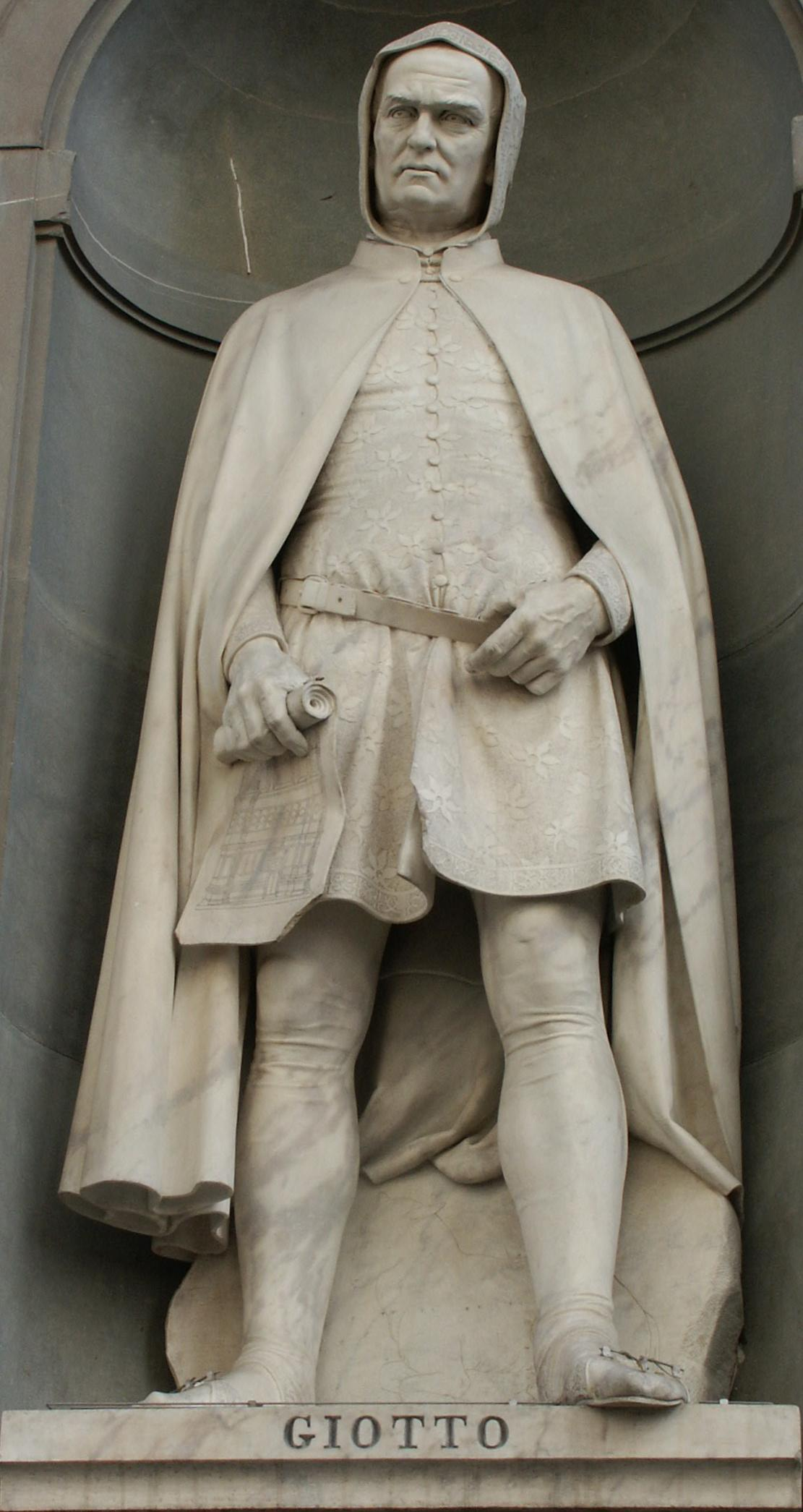
Estátua de Giotto
Galleria degli Uffizi

De acordo com o historiador Giorgio Vasari, ele teria começado a desenhar ainda com 12 anos, quando era apenas um pastor de ovelhas, fazendo desenhos em rochas. O artista Cimabue, um dos maiores pintores da Toscana, junto com Duccio (em Siena), o teria visto a desenhar uma ovelha e pediu ao pai de Giotto para levá-lo para ser o seu aprendiz. Posteriormente, Giotto teria pintado uma mosca no nariz de uma figura com tanta habilidade, que seu mestre teria tentado afugentar o inseto várias vezes antes de perceber que se tratava de uma pintura.
Em 1280, Giotto foi com Cimabue para Roma onde havia uma escola de pintores de afresco, na qual o mais famoso era Pietro Cavallini. O famoso escultor florentino Arnolfo di Cambio, em quem Giotto se inspirou bastante seus afrescos, também estava trabalhando em Roma. De Roma, Cimabue foi para Assis para pintar vários grandes afrescos na recém-construída Basílica de São Francisco de Assis. É possível, mas não certo, que Giotto tenha ido com ele. O primeiro trabalho importante de Giotto teria sido a série de afrescos que contam a vida de Francisco de Assis no teto da basílica. Há, no entanto, dúvidas quanto à autoria da obra. Percebe-se a influência da pintura romana no trabalho de Giotto, assim como a influência do gótico francês, bem como da arte bizantina. A aparência realista das figuras causou controvérsia na época. A cena da Crucificação pintada em Florença mostra a clara distinção entre o trabalho de Giotto e o de seu mestre.
De acordo com Vasari, outra obra da fase inicial de Giotto foram os afrescos de Santa Maria Novella e o enorme crucifixo, também na mesma igreja, de cinco metros de altura. As obras foram datadas de 1290 e, portanto, contemporâneas dos afrescos de Assis.
Em 1287, aos 20 anos, Giotto casou-se e foi para Roma. Há poucos traços de sua presença na cidade. A Basílica de São João de Latrão tem uma pequena série de afrescos, pintados a pedido do papa Bonifácio VIII. A fama de Giotto como pintor se espalhou. Ele foi chamado para trabalhar em Pádua e também em Rimini, onde somente um Crucifixo permanece no Templo Malatestiano. Esse trabalho influenciou a chamada Escola de Rimini, de Giovanni e Pietro da Rimini.

## Capella degli Scrovegni

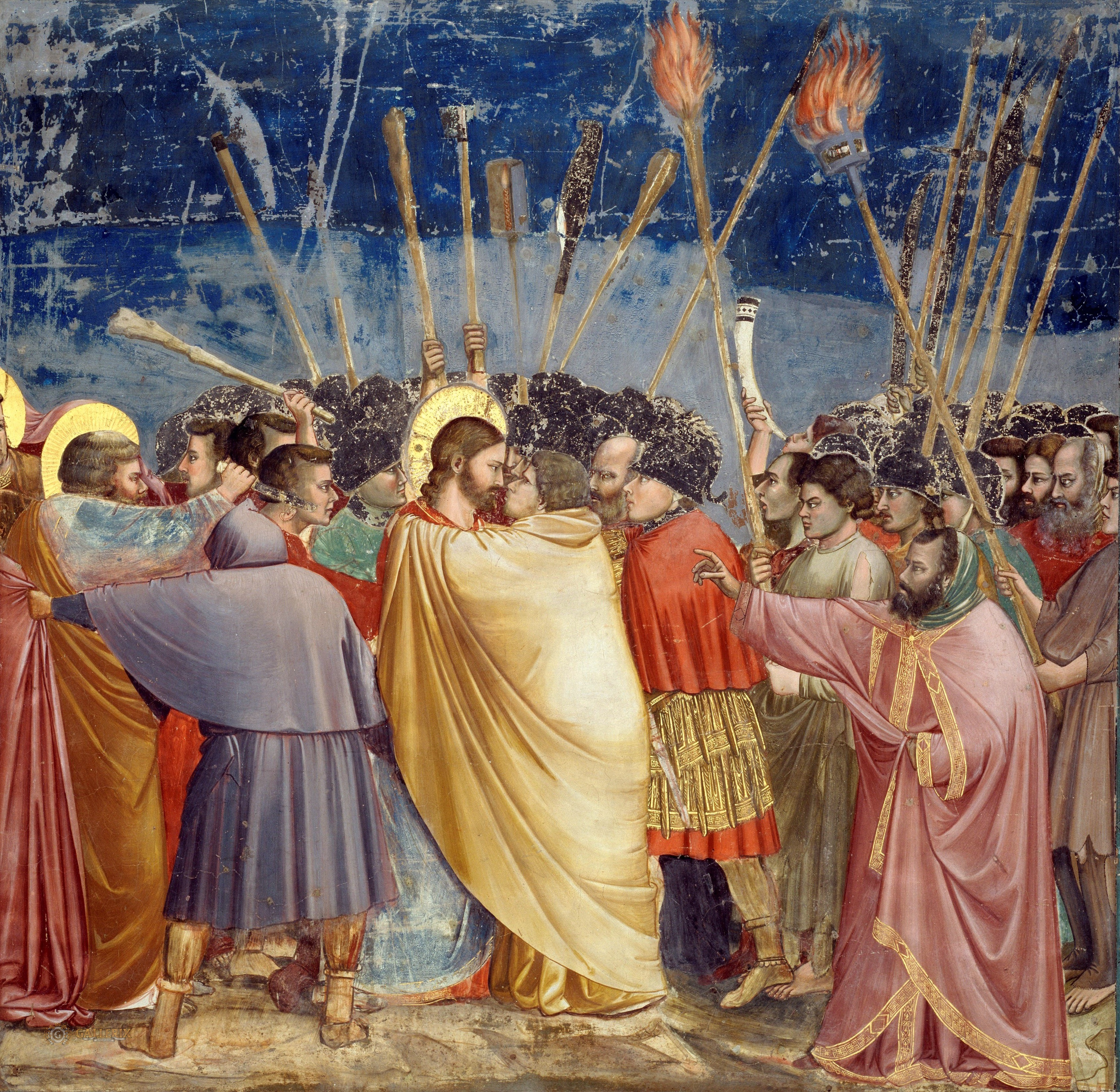
O Beijo de Judas
Capella degli Scrovegni

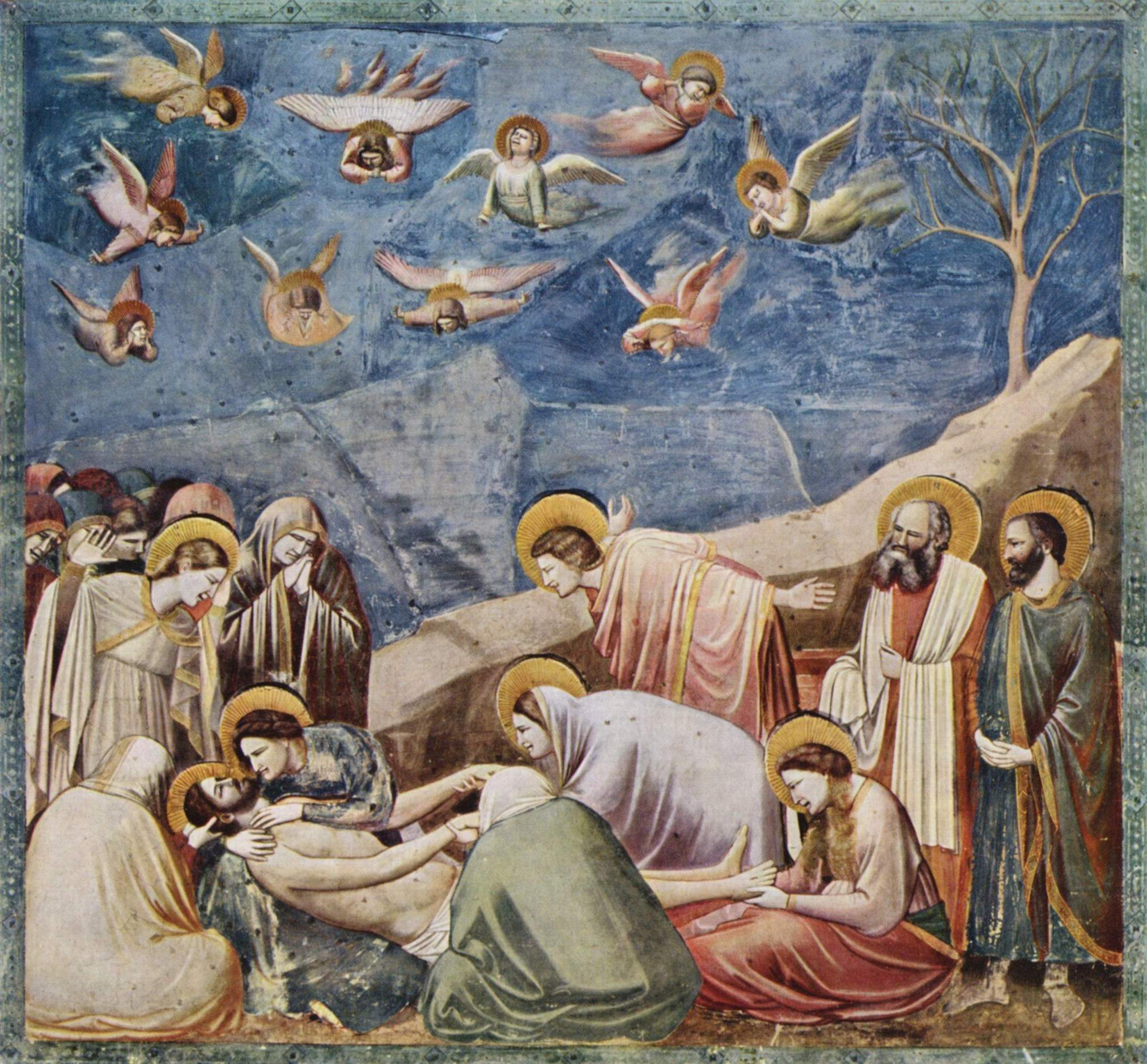
A Lamentação
Capella degli Scrovegni

A Capella degli Scrovegni, também chamada capella Arena, em Pádua, é considerada o maior trabalho de Giotto. Ele retrata cenas da vida da Virgem Maria (por exemplo, a Visitação) e da Paixão de Cristo e foi criada entre 1303 e 1310.
Aqui, ele quebra as tradições da narração de cenas medievais. A cena da morte de Cristo foi admirada por muitos artistas renascentistas pela força dramática da cena em seu trabalho. Michelangelo, que estudou a obra de o, Giott inspirou-se nesse trabalho para a pintura da Capela Sistina.
Como era comum na decoração do período medieval, a porção oeste da parede é dominada pelo Julgamento Final. São muitos os painéis famosos da Capela, incluindo um com a Adoração dos Magos, em que aparece uma Estrela de Belém semelhante a um cometa. Giotto viu o Cometa Halley em sua aparição em 1301 no céu italiano e é bem provável que esse objeto astronômico tenha influenciado a estrela da Adoração.
Na banda inferior das paredes da Capela, portanto no espaço visual mais próximo dos crentes ou dos passantes, Giotto e os seus ajudantes pintaram, também em afresco, as séries de As Virtudes e os Vícios.
Vários outros pintores do norte da Itália foram influenciados por esta obra monumental de Giotto, incluindo Guariento, Giusto de' Menabuoi, Jacopo Avanzi e Altichiero.

## Outras obras
Um documento de 1313 mostra a presença de Giotto em Roma, onde ele executou um mosaico para a antiga Basílica de São Pedro, encomendado pelo cardeal Jacopo Stefaneschi.
Em 1318, ele começou a pintar quatro capelas para quatro diferentes famílias de Florença na Basílica de Santa Cruz. As composições de Giotto influenciaram mais tarde a Cappela Brancacci, de Masaccio.
De acordo com pesquisas do artista e restaurador italiano Luciano Buso, o Santo Sudário pode ser obra de Giotto.

## Galeria

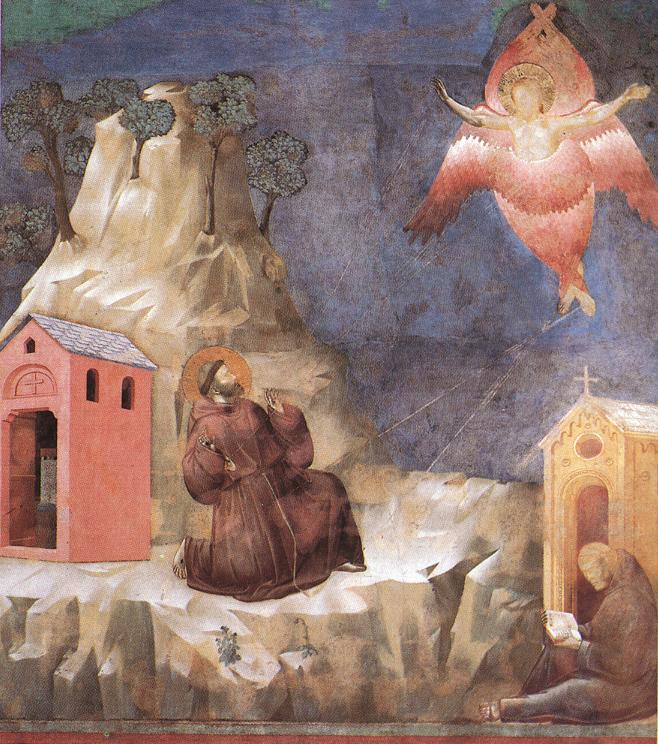
São Francisco recebendo os estigmas, Basílica de São Francisco de Assis, Assis, Itália.
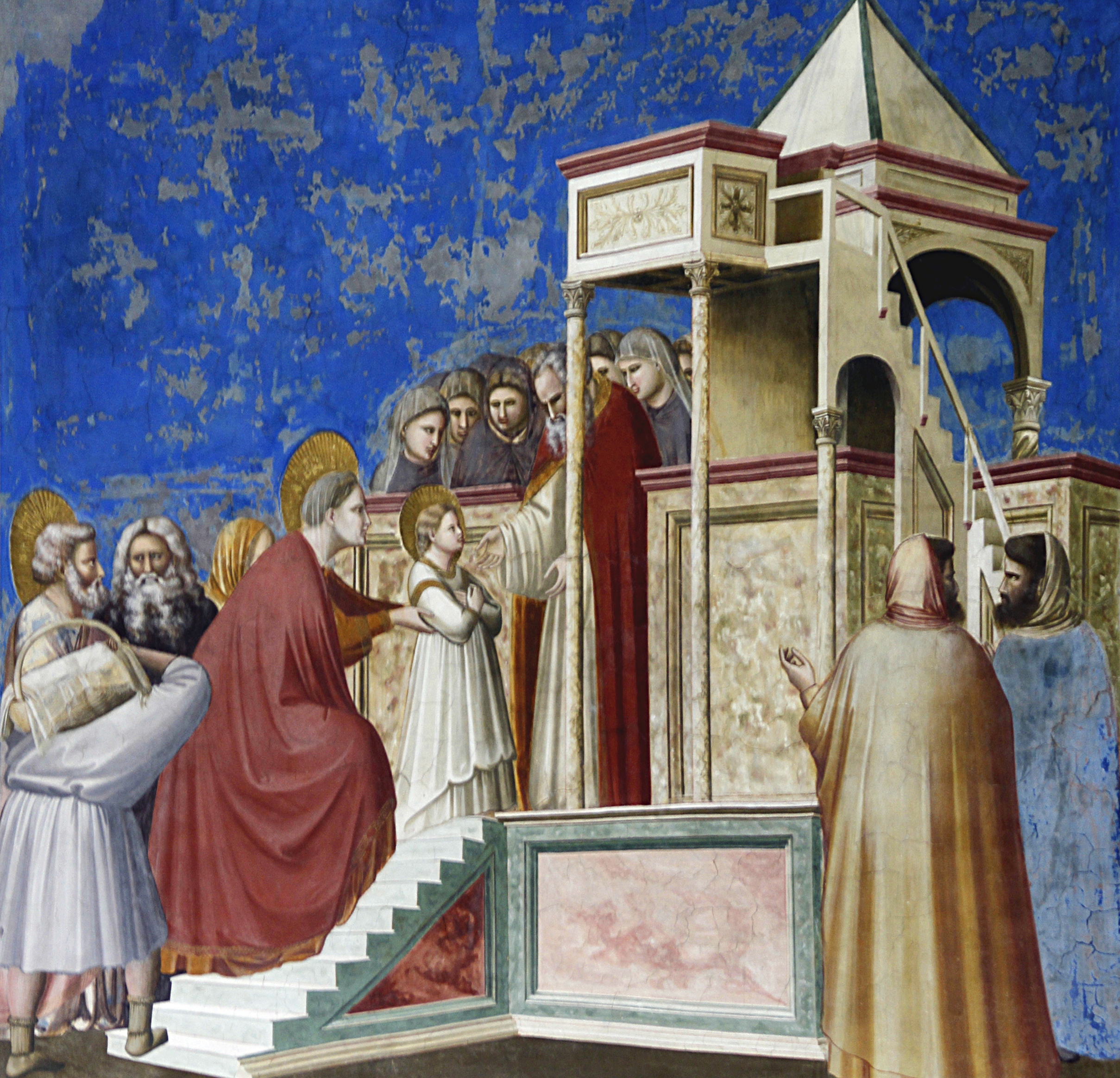
Apresentação da Virgem no Templo, Cappella degli Scrovegni, Pádua, Itália
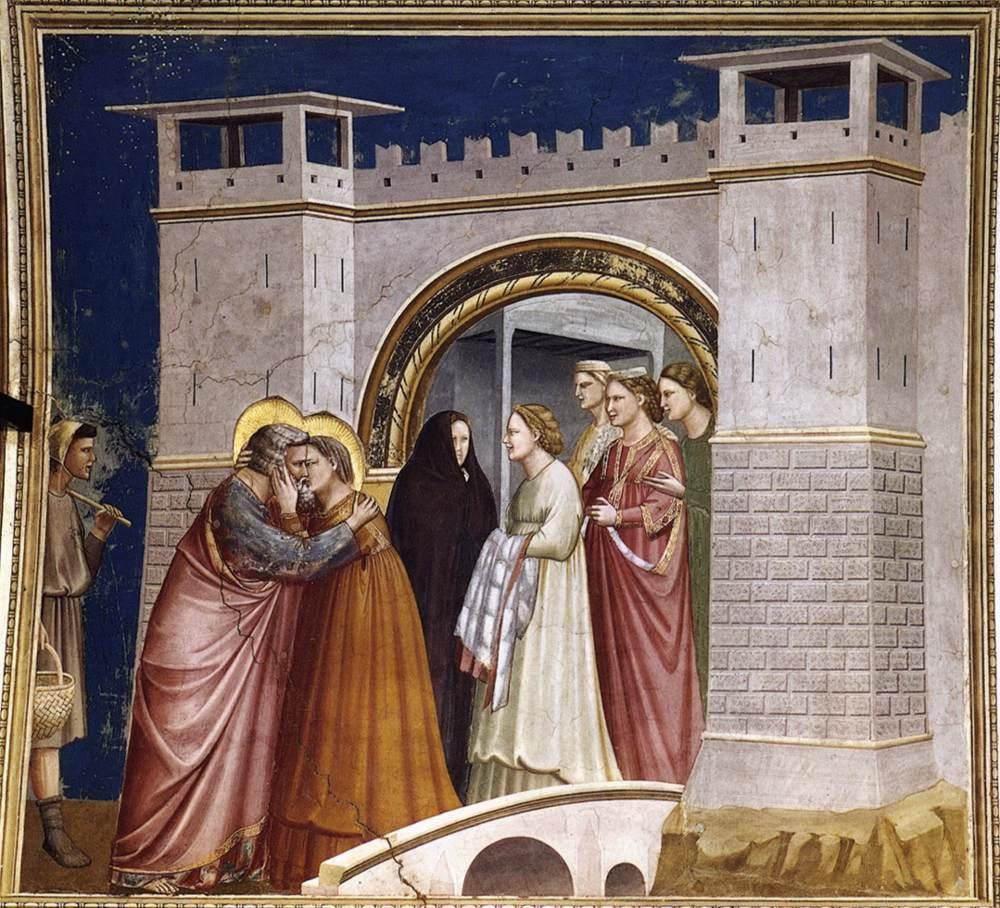
O Encontro no Pórtico Dourado, Cappella degli Scrovegni, Pádua, Itália
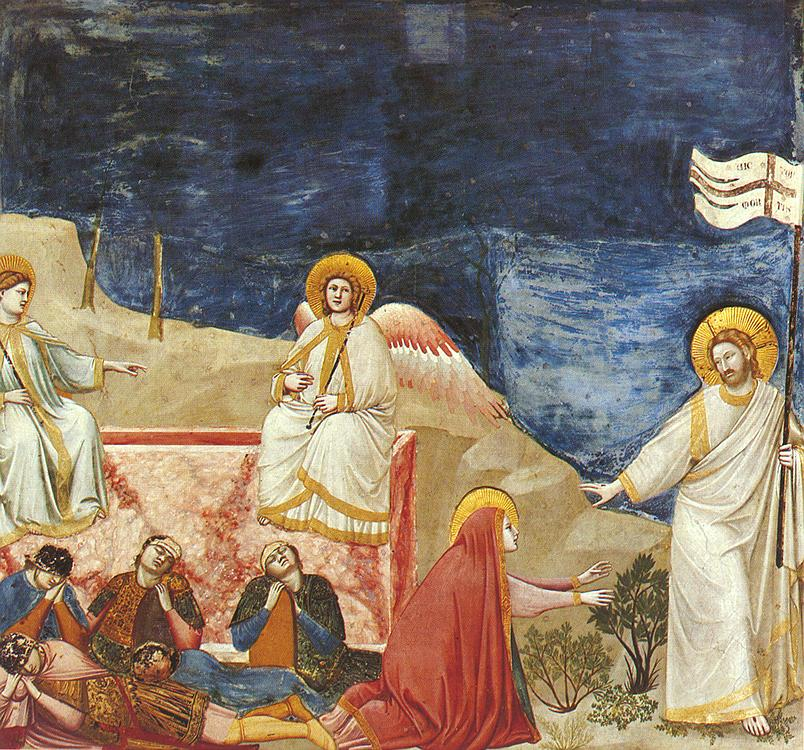
Noli Me Tangere, Cappella degli Scrovegni, Pádua, Itália